# Bundestagswahlkreis Dortmund II
Der Bundestagswahlkreis Dortmund II (Wahlkreis 142; bis zur Bundestagswahl 2021 Wahlkreis 143) ist ein Bundestagswahlkreis in Nordrhein-Westfalen. Er umfasst die östlichen Stadtbezirke Dortmunds, also Eving, Scharnhorst, Innenstadt-Nord, Brackel, Aplerbeck sowie Hörde. Der Wahlkreis wurde bisher bei allen Bundestagswahlen vom jeweiligen Kandidaten der SPD gewonnen.

## Wahlkreisgeschichte
Die heutige Ausdehnung des Wahlkreises wurde bei der Wahlkreisreform zur Bundestagswahl 2002 festgelegt. Vorher war Dortmund in drei Wahlkreise eingeteilt.
| Wahl      | Wahlkreisname   | Gebiet                                                                         |
| --------- | --------------- | ------------------------------------------------------------------------------ |
| 1949      | 55 Dortmund II  | der östliche Teil von Dortmund                                                 |
| 1953–1961 | 116 Dortmund II | der östliche Teil von Dortmund                                                 |
| 1965–1976 | 115 Dortmund II | der nordwestliche Teil von Dortmund                                            |
| 1980–1998 | 114 Dortmund II | Stadtbezirke Mengede, Eving, Brackel und Scharnhorst                           |
| 2002–2009 | 144 Dortmund II | Stadtbezirke Innenstadt-Nord, Eving, Aplerbeck, Brackel, Hörde und Scharnhorst |
| 2013–2021 | 143 Dortmund II | Stadtbezirke Innenstadt-Nord, Eving, Aplerbeck, Brackel, Hörde und Scharnhorst |
| 2025–     | 142 Dortmund II | Stadtbezirke Innenstadt-Nord, Eving, Aplerbeck, Brackel, Hörde und Scharnhorst |

## Wahlkreisabgeordnete
| Wahl | Abgeordneter | Abgeordneter           | Partei | Stimmen in % |
| ---- | ------------ | ---------------------- | ------ | ------------ |
| 1949 |              | Dietrich Keuning       | SPD    | 41,4         |
| 1953 | 45,8         | Dietrich Keuning       | SPD    |              |
| 1957 | 49,7         | Dietrich Keuning       | SPD    |              |
| 1961 |              | Willi Beuster          | SPD    | 52,0         |
| 1965 | 60,6         | Willi Beuster          | SPD    |              |
| 1969 |              | Friedhelm Dohmann      | SPD    | 63,0         |
| 1972 |              | Hans-Eberhard Urbaniak | SPD    | 69,4         |
| 1976 | 66,1         | Hans-Eberhard Urbaniak | SPD    |              |
| 1980 |              | Alfred Meininghaus     | SPD    | 64,1         |
| 1983 | 60,8         | Alfred Meininghaus     | SPD    |              |
| 1987 |              | Wolfgang Weiermann     | SPD    | 60,7         |
| 1990 | 58,9         | Wolfgang Weiermann     | SPD    |              |
| 1994 | 60,0         | Wolfgang Weiermann     | SPD    |              |
| 1998 | 63,5         | Wolfgang Weiermann     | SPD    |              |
| 2002 |              | Ulla Burchardt         | SPD    | 60,0         |
| 2005 | 57,9         | Ulla Burchardt         | SPD    |              |
| 2009 | 42,4         | Ulla Burchardt         | SPD    |              |
| 2013 |              | Sabine Poschmann       | SPD    | 46,7         |
| 2017 | 38,8         | Sabine Poschmann       | SPD    |              |
| 2021 | 39,1         | Sabine Poschmann       | SPD    |              |
| 2025 | 32,4         | Sabine Poschmann       | SPD    |              |

## Wahlergebnisse

### Bundestagswahl 2025
| Kandidaten                                             | Kandidaten                    | Parteien/Listen       | Erststimmen | Erststimmen | Zweitstimmen | Zweitstimmen |
| Kandidaten                                             | Kandidaten                    | Parteien/Listen       | Stimmen     | %           | Stimmen      | %            |
| ------------------------------------------------------ | ----------------------------- | --------------------- | ----------- | ----------- | ------------ | ------------ |
|                                                        | Sabine Poschmanngewählt im WK | SPD                   | 49.553      | 32,4        | 37.511       | 24,5         |
|                                                        | Michael Depenbrock            | CDU                   | 37.891      | 24,8        | 36.025       | 23,5         |
|                                                        | Hannah Rosenbaum              | Bündnis 90/Die Grünen | 15.742      | 10,3        | 17.291       | 11,3         |
|                                                        | Nils Mehrer                   | FDP                   | 4.047       | 2,6         | 5.406        | 3,5          |
|                                                        | Matthias Helferich            | AfD                   | 28.240      | 18,5        | 27.597       | 18,0         |
|                                                        | Sonja Lemke                   | Die Linke             | 13.794      | 9,0         | 15.616       | 10,2         |
|                                                        | –                             | Freie Wähler          | –           | –           | 491          | 0,3          |
|                                                        | –                             | Tierschutzpartei      | –           | –           | 2.642        | 1,7          |
|                                                        | –                             | dieBasis              | –           | –           | 330          | 0,2          |
|                                                        | Nadja Reigl                   | Die PARTEI            | 3.503       | 2,3         | 1.247        | 0,8          |
|                                                        | –                             | Todenhöfer            | –           | –           | 368          | 0,2          |
|                                                        | –                             | Volt                  | –           | –           | 852          | 0,6          |
|                                                        | –                             | MLPD                  | –           | –           | 80           | 0,1          |
|                                                        | –                             | PdF                   | –           | –           | 226          | 0,1          |
|                                                        | –                             | Bündnis Deutschland   | –           | –           | 176          | 0,1          |
|                                                        | –                             | BSW                   | –           | –           | 7.330        | 4,8          |
|                                                        | –                             | MERA25                | –           | –           | 78           | 0,1          |
|                                                        | –                             | WerteUnion            | –           | –           | 64           | 0,0          |
| Gesamt                                                 | Gesamt                        | Gesamt                | 152.770     | 100         | 153.330      | 100          |
|                                                        |                               |                       |             |             |              |              |
| Ungültige Stimmen                                      | Ungültige Stimmen             | Ungültige Stimmen     | 1.538       | 1,0         | 978          | 0,6          |
| Wähler                                                 | Wähler                        | Wähler                | 154.308     | 78,9        | 154.308      | 78,9         |
| Wahlberechtigte                                        | Wahlberechtigte               | Wahlberechtigte       | 195.508     |             | 195.508      |              |
|                                                        |                               |                       |             |             |              |              |
| Quellen: Die Bundeswahlleiterin, Kandidaten – Ergebnis |                               |                       |             |             |              |              |

### Bundestagswahl 2021
| Kandidaten                                            | Kandidaten                    | Parteien/Listen      | Erststimmen | Erststimmen | Zweitstimmen | Zweitstimmen |
| Kandidaten                                            | Kandidaten                    | Parteien/Listen      | Stimmen     | %           | Stimmen      | %            |
| ----------------------------------------------------- | ----------------------------- | -------------------- | ----------- | ----------- | ------------ | ------------ |
|                                                       | Michael Depenbrock            | CDU                  | 28.897      | 20,3        | 27.650       | 19,4         |
|                                                       | Sabine Poschmanngewählt im WK | SPD                  | 55.695      | 39,1        | 51.080       | 35,8         |
|                                                       | Frieder Löhrer                | FDP                  | 10.270      | 7,2         | 13.629       | 9,5          |
|                                                       | Matthias Helferich            | AfD                  | 11.816      | 8,3         | 11.290       | 7,9          |
|                                                       | Anke Weber                    | GRÜNE                | 21.028      | 14,8        | 21.714       | 15,2         |
|                                                       | Sonja Lemke                   | DIE LINKE            | 5.823       | 4,1         | 6.361        | 4,5          |
|                                                       | Sandra Goerdt                 | Die PARTEI           | 3.446       | 2,4         | 2.426        | 1,7          |
|                                                       | Stephanie Linde               | Tierschutzpartei     | 3.589       | 2,5         | 2.943        | 2,1          |
|                                                       | –                             | PIRATEN              | –           | –           | 626          | 0,4          |
|                                                       | Iris Häger                    | FREIE WÄHLER         | 1.318       | 0,9         | 839          | 0,6          |
|                                                       | –                             | NPD                  | –           | –           | 194          | 0,1          |
|                                                       | –                             | ÖDP                  | –           | –           | 79           | 0,1          |
|                                                       | –                             | V-Partei³            | –           | –           | 65           | 0,0          |
|                                                       | –                             | Gesundheitsforschung | –           | –           | 191          | 0,1          |
|                                                       | Klara Kossack                 | MLPD                 | 139         | 0,1         | 60           | 0,0          |
|                                                       | –                             | Die Humanisten       | –           | –           | 85           | 0,1          |
|                                                       | Nils Märtin                   | DKP                  | 111         | 0,1         | 68           | 0,0          |
|                                                       | –                             | SGP                  | –           | –           | 21           | 0,0          |
|                                                       | –                             | dieBasis             | –           | –           | 1.079        | 0,8          |
|                                                       | –                             | Bündnis C            | –           | –           | 65           | 0,0          |
|                                                       | –                             | du.                  | –           | –           | 78           | 0,1          |
|                                                       | –                             | LIEBE                | –           | –           | 168          | 0,1          |
|                                                       | –                             | LKR                  | –           | –           | 25           | 0,0          |
|                                                       | –                             | PdF                  | –           | –           | 37           | 0,0          |
|                                                       | –                             | LfK                  | –           | –           | 147          | 0,1          |
|                                                       | –                             | Team Todenhöfer      | –           | –           | 1.516        | 1,1          |
|                                                       | Nancy Meyer                   | Volt                 | 425         | 0,3         | 354          | 0,2          |
| Gesamt                                                | Gesamt                        | Gesamt               | 142.557     | 100         | 142.790      | 100          |
|                                                       |                               |                      |             |             |              |              |
| Ungültige Stimmen                                     | Ungültige Stimmen             | Ungültige Stimmen    | 1.298       | 0,9         | 1.065        | 0,7          |
| Wähler                                                | Wähler                        | Wähler               | 143.855     | 72,2        | 143.855      | 72,2         |
| Wahlberechtigte                                       | Wahlberechtigte               | Wahlberechtigte      | 199.317     |             | 199.317      |              |
|                                                       |                               |                      |             |             |              |              |
| Quellen: Die Bundeswahlleiterin, Kandidaten – Stimmen |                               |                      |             |             |              |              |

### Bundestagswahl 2017
| Gegenstand der Nachweisung | Gegenstand der Nachweisung   | Erst- stimmen | Erst- stimmen | Zweit- stimmen | Zweit- stimmen |
| Bewerber                   | Partei                       | Anzahl        | %             | Anzahl         | %              |
| -------------------------- | ---------------------------- | ------------- | ------------- | -------------- | -------------- |
| Wahlberechtigte            | Wahlberechtigte              | 203.300       | 100,0         | 203.300        | 100,0          |
| Wähler                     | Wähler                       | 143.834       | 70,7          | 143.834        | 70,7           |
| Ungültige Stimmen          | Ungültige Stimmen            | 1.945         | 1,4           | 1.418          | 1,0            |
| Gültige Stimmen            | Gültige Stimmen              | 141.889       | 98,6          | 142.416        | 99,0           |
| davon                      |                              |               |               |                |                |
| Steffen Kanitz             | CDU                          | 39.933        | 28,1          | 34.822         | 24,5           |
| Sabine Poschmann           | SPD                          | 55.038        | 38,8          | 46.513         | 32,7           |
| Ingrid Reuter              | GRÜNE                        | 9.047         | 6,4           | 10.190         | 7,2            |
| Celine Ellenore Erlenhofer | DIE LINKE                    | 12.242        | 8,6           | 12.924         | 9,1            |
| Sven Görgens               | FDP                          | 9.031         | 6,4           | 15.403         | 10,8           |
| Matthias Helferich         | AfD                          | 15.074        | 10,6          | 15.510         | 10,9           |
|                            | PIRATEN                      | –             | –             | 835            | 0,6            |
|                            | NPD                          | –             | –             | 460            | 0,3            |
|                            | Die PARTEI                   | –             | –             | 1.532          | 1,1            |
| Henning Müller-Späth       | FREIE WÄHLER                 | 1.524         | 1,1           | 527            | 0,4            |
|                            | Volksabstimmung              | –             | –             | 148            | 0,1            |
|                            | ÖDP                          | –             | –             | 111            | 0,1            |
|                            | MLPD                         | –             | –             | 116            | 0,1            |
|                            | SGP                          | –             | –             | 13             | 0,0            |
|                            | Allianz Deutscher Demokraten | –             | –             | 1.030          | 0,7            |
|                            | BGE                          | –             | –             | 163            | 0,1            |
|                            | DiB                          | –             | –             | 203            | 0,1            |
|                            | DKP                          | –             | –             | 57             | 0,0            |
|                            | DM                           | –             | –             | 140            | 0,1            |
|                            | Die Humanisten               | –             | –             | 97             | 0,1            |
|                            | Gesundheitsforschung         | –             | –             | 173            | 0,1            |
|                            | Tierschutzpartei             | –             | –             | 1.297          | 0,9            |
|                            | V-Partei³                    | –             | –             | 152            | 0,1            |

### Bundestagswahl 2013
| Gegenstand der Nachweisung | Gegenstand der Nachweisung | Erst- stimmen | Erst- stimmen | Zweit- stimmen | Zweit- stimmen |
| Bewerber                   | Partei                     | Anzahl        | %             | Anzahl         | %              |
| -------------------------- | -------------------------- | ------------- | ------------- | -------------- | -------------- |
| Wahlberechtigte            | Wahlberechtigte            | 206.701       | 100,0         | 206.701        | 100,0          |
| Wähler                     | Wähler                     | 137.503       | 66,5          | 137.503        | 66,5           |
| Ungültige Stimmen          | Ungültige Stimmen          | 1.850         | 1,3           | 1.501          | 1,1            |
| Gültige Stimmen            | Gültige Stimmen            | 135.653       | 100,0         | 136.002        | 100,0          |
| davon                      |                            |               |               |                |                |
| Steffen Kanitz             | CDU                        | 43.688        | 32,2          | 39.604         | 29,1           |
| Sabine Poschmann           | SPD                        | 63.388        | 46,7          | 55.683         | 40,9           |
| Daniel Poznanski           | FDP                        | 2.014         | 1,5           | 5.139          | 3,8            |
| Katja Bender               | GRÜNE                      | 9.228         | 6,8           | 11.328         | 8,3            |
| Hannelore Tölke            | DIE LINKE                  | 9.340         | 6,9           | 10.568         | 7,8            |
| Andrea Pieczka             | PIRATEN                    | 4.036         | 3,0           | 3.322          | 2,4            |
| Axel Thieme                | NPD                        | 2.741         | 2,0           | 1.894          | 1,4            |
|                            | REP                        | –             | –             | 160            | 0,1            |
|                            | Bündnis 21/RRP             | –             | –             | 81             | 0,1            |
|                            | Volksabstimmung            | –             | –             | 297            | 0,2            |
|                            | ÖDP                        | –             | –             | 125            | 0,1            |
|                            | MLPD                       | –             | –             | 71             | 0,1            |
|                            | BüSo                       | –             | –             | 21             | 0,0            |
|                            | PSG                        | –             | –             | 33             | 0,0            |
|                            | AfD                        | –             | –             | 5.571          | 4,1            |
|                            | BIG                        | –             | –             | 241            | 0,2            |
|                            | pro Deutschland            | –             | –             | 311            | 0,2            |
|                            | DIE RECHTE                 | –             | –             | 50             | 0,0            |
| Henning Müller-Späth       | FREIE WÄHLER               | 1.218         | 0,9           | 609            | 0,4            |
|                            | Nichtwähler                | –             | –             | 129            | 0,1            |
|                            | PDV                        | –             | –             | 122            | 0,1            |
|                            | Die PARTEI                 | –             | –             | 643            | 0,5            |

### Bundestagswahl 2009
| Gegenstand der Nachweisung | Gegenstand der Nachweisung | Erst- stimmen | Erst- stimmen | Zweit- stimmen | Zweit- stimmen |
| Bewerber                   | Partei                     | Anzahl        | %             | Anzahl         | %              |
| -------------------------- | -------------------------- | ------------- | ------------- | -------------- | -------------- |
| Wahlberechtigte            | Wahlberechtigte            | 208.840       | 100,0         | 208.840        | 100,0          |
| Wähler                     | Wähler                     | 141.167       | 67,6          | 141.167        | 67,6           |
| Ungültige Stimmen          | Ungültige Stimmen          | 1.605         | 1,1           | 1.412          | 1,0            |
| Gültige Stimmen            | Gültige Stimmen            | 139.562       | 100,0         | 139.755        | 100,0          |
| davon                      |                            |               |               |                |                |
| Ulla Burchardt             | SPD                        | 59.141        | 42,4          | 49.813         | 35,6           |
| Erich G. Fritz             | CDU                        | 40.622        | 29,1          | 34.006         | 24,3           |
| Daniel Poznanski           | FDP                        | 9.387         | 6,7           | 15.993         | 11,4           |
| Barbara Blotenberg         | GRÜNE                      | 12.292        | 8,8           | 15.553         | 11,1           |
| Ulla Jelpke                | DIE LINKE                  | 14.819        | 10,6          | 16.104         | 11,5           |
| Cassandra Wächter          | NPD                        | 2.379         | 1,7           | 1.654          | 1,2            |
|                            | Die Tierschutzpartei       | –             | –             | 1.000          | 0,7            |
|                            | FAMILIE                    | –             | –             | 677            | 0,5            |
|                            | REP                        | –             | –             | 263            | 0,2            |
|                            | Volksabstimmung            | –             | –             | 149            | 0,1            |
|                            | MLPD                       | –             | –             | 101            | 0,1            |
|                            | PSG                        | –             | –             | 25             | 0,0            |
|                            | ZENTRUM                    | –             | –             | 53             | 0,0            |
|                            | BüSo                       | –             | –             | 42             | 0,0            |
|                            | DVU                        | –             | –             | 663            | 0,5            |
|                            | ödp                        | –             | –             | 70             | 0,1            |
|                            | PIRATEN                    | –             | –             | 2.383          | 1,7            |
|                            | RRP                        | –             | –             | 275            | 0,2            |
|                            | RENTNER                    | –             | –             | 931            | 0,7            |
| Michael Balke              | Einzelbewerber             | 922           | 0,7           | –              | –              |

### Bundestagswahl 2005
| Gegenstand der Nachweisung | Gegenstand der Nachweisung | Erst- stimmen | Erst- stimmen | Zweit- stimmen | Zweit- stimmen |
| Bewerber                   | Partei                     | Anzahl        | %             | Anzahl         | %              |
| -------------------------- | -------------------------- | ------------- | ------------- | -------------- | -------------- |
| Wahlberechtigte            | Wahlberechtigte            | 211.796       | 100,0         | 211.796        | 100,0          |
| Wähler                     | Wähler                     | 158.010       | 74,6          | 158.010        | 74,6           |
| Ungültige Stimmen          | Ungültige Stimmen          | 5.694         | 3,6           | 5.473          | 3,5            |
| Gültige Stimmen            | Gültige Stimmen            | 152.316       | 100,0         | 152.537        | 100,0          |
| davon                      |                            |               |               |                |                |
| Ulla Burchardt             | SPD                        | 88.135        | 57,9          | 77.452         | 50,8           |
| Erich G. Fritz             | CDU                        | 44.293        | 29,1          | 37.827         | 24,8           |
| Mauritz Jan Faenger        | FDP                        | 3.907         | 2,6           | 10.869         | 7,1            |
| Birgit Unger               | GRÜNE                      | 6.088         | 4,0           | 12.555         | 8,2            |
| Helmut Eigen               | Die Linke.                 | 8.271         | 5,4           | 9.954          | 6,5            |
|                            | REP                        | –             | –             | 544            | 0,4            |
|                            | Die Tierschutzpartei       | –             | –             | 559            | 0,4            |
| Michael Melkis             | NPD                        | 1.622         | 1,1           | 1.251          | 0,8            |
|                            | FAMILIE                    | –             | –             | 421            | 0,3            |
|                            | GRAUE                      | –             | –             | 530            | 0,3            |
|                            | PBC                        | –             | –             | 87             | 0,1            |
|                            | ZENTRUM                    | –             | –             | 43             | 0,0            |
|                            | BüSo                       | –             | –             | 66             | 0,0            |
|                            | Deutschland                | –             | –             | 119            | 0,1            |
|                            | MLPD                       | –             | –             | 149            | 0,1            |
|                            | PSG                        | –             | –             | 111            | 0,1            |

### Bundestagswahl 2002
| Gegenstand der Nachweisung | Gegenstand der Nachweisung | Erst- stimmen | Erst- stimmen | Zweit- stimmen | Zweit- stimmen |
| Bewerber                   | Partei                     | Anzahl        | %             | Anzahl         | %              |
| -------------------------- | -------------------------- | ------------- | ------------- | -------------- | -------------- |
| Wahlberechtigte            | Wahlberechtigte            | 212.281       | 100,0         | 212.281        | 100,0          |
| Wähler                     | Wähler                     | 165.911       | 78,2          | 165.911        | 78,2           |
| Ungültige Stimmen          | Ungültige Stimmen          | 613           | 0,4           | 418            | 0,3            |
| Gültige Stimmen            | Gültige Stimmen            | 165.298       | 100,0         | 165.493        | 100,0          |
| davon                      |                            |               |               |                |                |
| Ulla Burchardt             | SPD                        | 99.130        | 60,0          | 90.176         | 54,5           |
| Erich G. Fritz             | CDU                        | 44.816        | 27,1          | 41.145         | 24,9           |
| Silke Bodenhorn            | FDP                        | 8.002         | 4,8           | 12.018         | 7,3            |
| Birgit Unger               | GRÜNE                      | 9.117         | 5,5           | 15.225         | 9,2            |
| Ingrid Saalfeld            | PDS                        | 2.678         | 1,6           | 2.683          | 1,6            |
|                            | REP                        | –             | –             | 812            | 0,5            |
|                            | GRAUE                      | –             | –             | 368            | 0,2            |
|                            | Die Tierschutzpartei       | –             | –             | 510            | 0,3            |
|                            | FAMILIE                    | –             | –             | 234            | 0,1            |
|                            | NPD                        | –             | –             | 501            | 0,3            |
|                            | PBC                        | –             | –             | 93             | 0,1            |
|                            | ödp                        | –             | –             | 52             | 0,0            |
|                            | CM                         | –             | –             | 46             | 0,0            |
|                            | DIE FRAUEN                 | –             | –             | 140            | 0,1            |
|                            | BüSo                       | –             | –             | 27             | 0,0            |
| Lilly Flat                 | Die Violetten              | 212           | 0,1           | 67             | 0,0            |
|                            | ZENTRUM                    | –             | –             | 32             | 0,0            |
|                            | HP                         | –             | –             | 18             | 0,0            |
| Gerhard Wiepen             | Schill                     | 1.343         | 0,8           | 1.346          | 0,8            |

### Bundestagswahl 1998
| Gegenstand der Nachweisung    | Gegenstand der Nachweisung | Erst- stimmen | Erst- stimmen | Zweit- stimmen | Zweit- stimmen |
| Bewerber                      | Partei                     | Anzahl        | %             | Anzahl         | %              |
| ----------------------------- | -------------------------- | ------------- | ------------- | -------------- | -------------- |
| Wahlberechtigte               | Wahlberechtigte            | 131.460       | 100,0         | 131.460        | 100,0          |
| Wähler                        | Wähler                     | 108.985       | 82,9          | 108.985        | 82,9           |
| Ungültige Stimmen             | Ungültige Stimmen          | 1.507         | 1,4           | 1.229          | 1,1            |
| Gültige Stimmen               | Gültige Stimmen            | 107.478       | 100,0         | 107.756        | 100,0          |
| davon                         |                            |               |               |                |                |
| Wolfgang Weiermann            | SPD                        | 68.283        | 63,5          | 66.787         | 62,0           |
| Norbert Blüm                  | CDU                        | 27.762        | 25,8          | 24.662         | 22,9           |
| Michael Kauch                 | F.D.P.                     | 1.721         | 1,6           | 4.083          | 3,8            |
| Ingrid Margret Reuter         | GRÜNE                      | 4.657         | 4,3           | 5.337          | 5,0            |
| Friedrich Wilhelm Hoffmeister | PDS                        | 1.468         | 1,4           | 1.549          | 1,4            |
|                               | Deutschland                | –             | –             | 58             | 0,1            |
|                               | APPD                       | –             | –             | 68             | 0,1            |
| Karl-Michael Vitt             | BüSo                       | 121           | 0,1           | 50             | 0,0            |
|                               | BFB – Die Offensive        | –             | –             | 39             | 0,0            |
|                               | Chance 2000                | –             | –             | 43             | 0,0            |
|                               | CM                         | –             | –             | 40             | 0,0            |
|                               | DVU                        | –             | –             | 1.430          | 1,3            |
| Hans Schier                   | GRAUE                      | 555           | 0,5           | 374            | 0,3            |
| Werner Tröster                | REP                        | 2.626         | 2,4           | 1.809          | 1,7            |
|                               | FAMILIE                    | –             | –             | 174            | 0,2            |
|                               | DIE FRAUEN                 | –             | –             | 38             | 0,0            |
|                               | Pro DM                     | –             | –             | 645            | 0,6            |
|                               | MLPD                       | –             | –             | 18             | 0,0            |
|                               | Tierschutz                 | –             | –             | 205            | 0,2            |
|                               | NPD                        | –             | –             | 164            | 0,2            |
| Hendrik Koch                  | NATURGESETZ                | 285           | 0,3           | 88             | 0,1            |
|                               | ödp                        | –             | –             | 26             | 0,0            |
|                               | PBC                        | –             | –             | 21             | 0,0            |
|                               | Nichtwähler                | –             | –             | 40             | 0,0            |
|                               | PSG                        | –             | –             | 8              | 0,0            |

### Bundestagswahl 1990
| Gegenstand der Nachweisung      | Gegenstand der Nachweisung | Erst- stimmen | Erst- stimmen | Zweit- stimmen | Zweit- stimmen |
| Bewerber                        | Partei                     | Anzahl        | %             | Anzahl         | %              |
| ------------------------------- | -------------------------- | ------------- | ------------- | -------------- | -------------- |
| Wahlberechtigte                 | Wahlberechtigte            | 138.383       | 100,0         | 138.383        | 100,0          |
| Wähler                          | Wähler                     | 106.690       | 77,1          | 106.690        | 77,1           |
| Ungültige Stimmen               | Ungültige Stimmen          | 1.500         | 1,4           | 1.080          | 1,0            |
| Gültige Stimmen                 | Gültige Stimmen            | 105.190       | 100,0         | 105.610        | 100,0          |
| davon                           |                            |               |               |                |                |
| Wolfgang Weiermann              | SPD                        | 61.917        | 58,9          | 61.070         | 57,8           |
| Norbert Blüm                    | CDU                        | 30.360        | 28,9          | 30.017         | 28,4           |
| Helmut Nöldgen                  | F.D.P.                     | 5.024         | 4,8           | 7.147          | 6,8            |
| Mario Michael Krüger            | GRÜNE                      | 4.949         | 4,7           | 3.546          | 3,4            |
|                                 | CM                         | –             | –             | 49             | 0,0            |
|                                 | DIE GRAUEN                 | –             | –             | 817            | 0,8            |
| Eberhard Heinrich Wilhelm Stamm | REP                        | 2.216         | 2,1           | 2.027          | 1,9            |
|                                 | FRAUEN                     | –             | –             | 111            | 0,1            |
| Manfred Köster                  | NPD                        | 263           | 0,3           | 230            | 0,2            |
| Armin Rücker                    | ÖDP                        | 461           | 0,4           | 246            | 0,2            |
|                                 | PDS                        | –             | –             | 308            | 0,3            |
|                                 | Patrioten                  | –             | –             | 18             | 0,0            |
|                                 | VAA                        | –             | –             | 24             | 0,0            |

### Bundestagswahl 1987
| Gegenstand der Nachweisung    | Gegenstand der Nachweisung | Erst- stimmen | Erst- stimmen | Zweit- stimmen | Zweit- stimmen |
| Bewerber                      | Partei                     | Anzahl        | %             | Anzahl         | %              |
| ----------------------------- | -------------------------- | ------------- | ------------- | -------------- | -------------- |
| Wahlberechtigte               | Wahlberechtigte            | 137.472       | 100,0         | 137.472        | 100,0          |
| Wähler                        | Wähler                     | 117.283       | 85,3          | 117.283        | 85,3           |
| Ungültige Stimmen             | Ungültige Stimmen          | 1.220         | 1,0           | 849            | 0,7            |
| Gültige Stimmen               | Gültige Stimmen            | 116.063       | 100,0         | 116.434        | 100,0          |
| davon                         |                            |               |               |                |                |
| Norbert Blüm                  | CDU                        | 34.728        | 29,9          | 32.902         | 28,3           |
| Wolfgang Weiermann            | SPD                        | 70.490        | 60,7          | 70.674         | 60,7           |
| Wolfgang Zander               | F.D.P.                     | 2.342         | 2,0           | 4.610          | 4,0            |
| Richard Kelber                | GRÜNE                      | 7.211         | 6,2           | 7.148          | 6,1            |
|                               | ZENTRUM                    | –             | –             | 38             | 0,0            |
|                               | Mündige Bürger             | –             | –             | 40             | 0,0            |
|                               | FRAUEN                     | –             | –             | 166            | 0,1            |
|                               | MLPD                       | –             | –             | 58             | 0,0            |
| Karl-Wilhelm Dickhut          | NPD                        | 687           | 0,6           | 647            | 0,6            |
|                               | ÖDP                        | –             | –             | 109            | 0,1            |
| Karl-Michael Vitt             | Patrioten                  | 61            | 0,1           | 42             | 0,0            |
| Friedrich Wilhelm Hoffmeister | FRIEDEN                    | 449           | 0,4           | –              | –              |
| Michael Hoppe                 | HP                         | 95            | 0,1           | –              | –              |